# Ilya Semyonovich Tuktash
Ilya Semyonovich Tuktash (tiếng Nga: Илья́ Семёнович Тукта́ш, tiếng Chuvash: Илле Тукташ, İlle Tuktaş, ngày 29 tháng 7 năm 1907, làng Bolshiye Toktashi, huyện Alikovsky, Cộng hòa Chuvash) là một nhà văn và nhà thơ người Chuvash. Ông từng là thành viên của Hội nhà văn Liên Xô (1934).

## Tiểu sử
Ille Toktash sinh ngày 29 tháng 7 năm 1907 tại làng Bolshiye Toktashi (Huyện Alikovsky của Cộng hòa Chuvash). Ông tốt nghiệp trường trung học Alikovo.
Ille Toktash hoạt động với tư cách là phóng viên trong Thế chiến II giữa năm 1942 và 1944.
Ông là tác giả của các bộ sưu tập Những vần thơ (1930) và Ngọn gió tháng Mười (1932), cũng như các truyện ngắn và tiểu luận. Cuốn tiểu thuyết Khe núi của con bò đực (1932) của ông đã xử lý việc tập thể hóa làng Chuvash. Tuktash đã dịch sang tiếng Chuvash Câu chuyện về chiến dịch của Igor (với I. I Mand), Don yên tĩnh của M. A. Sholokhov (quyển 1), và truyện ngắn của M. Gorky. Ông cũng được biết đến như là một biên dịch của văn hóa dân gian Chuvash.
Ille Toktash mất năm 1957 tại Cheboksary, Chuvashia.